# Morgado de Setúbal
José António Benedito Soares de Faria e Barros, chamado autonomamente o Morgado de Setúbal, nasceu em Mafra, em 21 de abril de 1752. Seu pai chamava-se António José Bernardo, tendo sido, nos princípios do reinado do rei D. José I, sindico do Convento dos Padres Arrábidos de Mafra, casado com Josefa Antónia Caetana Perpétua de Ossuna; teve ainda por tio José Joaquim Soares de Barros, astrónomo, conhecido pelas suas viagens, estudos e produções literárias, sendo um dos primeiros sócios da Academia Real de Ciências de Lisboa. É muito provável que José Benedito tivesse conhecido naquela vila Vieira Lusitano, tendo o seu avô, o sargento-mor António Soares de Faria, a responsabilidade de tesoureiro das Reais Obras de Mafra, na altura em que o pintor habitava no convento.
Depois dos primeiros estudos seguidos em Mafra, viria para Setúbal com a sua família, por volta do ano de 1770, onde administrou o morgado dos Soares, que veio a herdar. 
Como notou José-Augusto França a pintura do Morgado de Setúbal é tipicamente um caso de auto-didatismo, uma vez que, do ponto de vista estritamente técnico, a sua pintura denota uma ausência de prática de atelier com deficiências na preparação das telas e na utilização dos aglutinantes. Do ponto de vista artístico, a análise dos seus primeiros anos de produção denota, contudo, uma grande evolução que também parece indicar um esforço individual e solitário. Deu-se com muita aplicação à arte da pintura e conseguiu ser um perfeito imitador da natureza na representação de fogos, de metais, de penas e pelos de animais; o seu realismo natural era tão grande que se conta que um quadro seu, em que pintou um gato, teve de ser retirado da vista de alguns cães, que se arremessaram a ele e que o queriam investir.

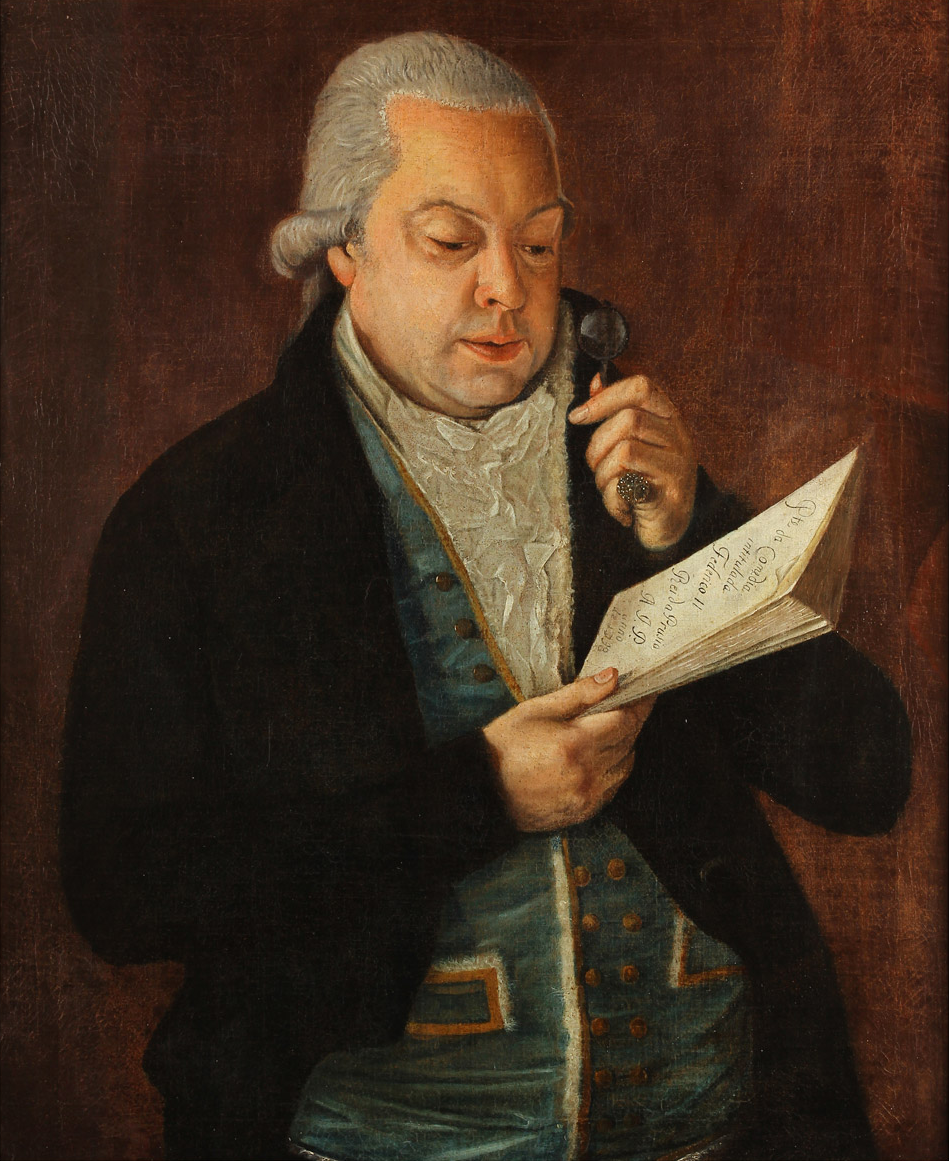
Retrato do actor António José de Paula, Morgado de Setúbal

Não foi menos admirável nos retratos, de que ainda há muitos, e muito estimáveis por serem em tudo parecidos. Menciona-se, por exemplo, o retrato do notável ator português António José de Paula. Na cópia de alguns originais tanto se distinguiu, que em duas que fez no Seminário dos Padres Missionários de Bracanes, uma de um quadro de Nossa Senhora de Rafael, e outra do Menino Jesus, que se dizia de Carlos Maratta, de tal sorte igualou aos originais, que os religiosos quase que não os podiam distinguir e se conservam no mesmo seminário.
No décimo-primeiro capítulo de Viagens na Minha Terra, quando ainda está para começar a história da personagem Joaninha, escreveu Almeida Garrett, descrevendo um cenário que apresentava o movimento da dobadoira junto da qual estava a avó da protagonista: "Era o único sinal de vida que havia em todo esse quadro. Sem isso, velha, cadeira, dobadoira, tudo pareceria uma graciosa escultura de António Ferreira ou um daqueles quadros tão verdadeiros do Morgado de Setúbal". O romance começou a publicar-se em revista em 1843 e o Morgado de Setúbal tinha falecido em 1809. À distância de pouco mais de três décadas sobre a sua morte, o génio de Garrett invocava para a pintura do Morgado a qualidade da fidelidade do retrato em relação ao objeto.
Faleceu em Setúbal, de um ataque de apoplexia, a 9 de fevereiro de 1809. Nunca casou e teve uma filha que não conseguiu legitimar ("pela ter havido em mulher casada"), passando por sua morte o morgado a um sobrinho, José Augusto Maria Lopes Soares de Faria Mascarenhas de Barros e Vasconcelos, filho de D. Maria Isabel sua irmã, que foi casada com o referido tio José Joaquim Soares de Barros. Jaz na Igreja de Santa Maria da Graça de Setúbal no Mausoléu dos seus pais. 

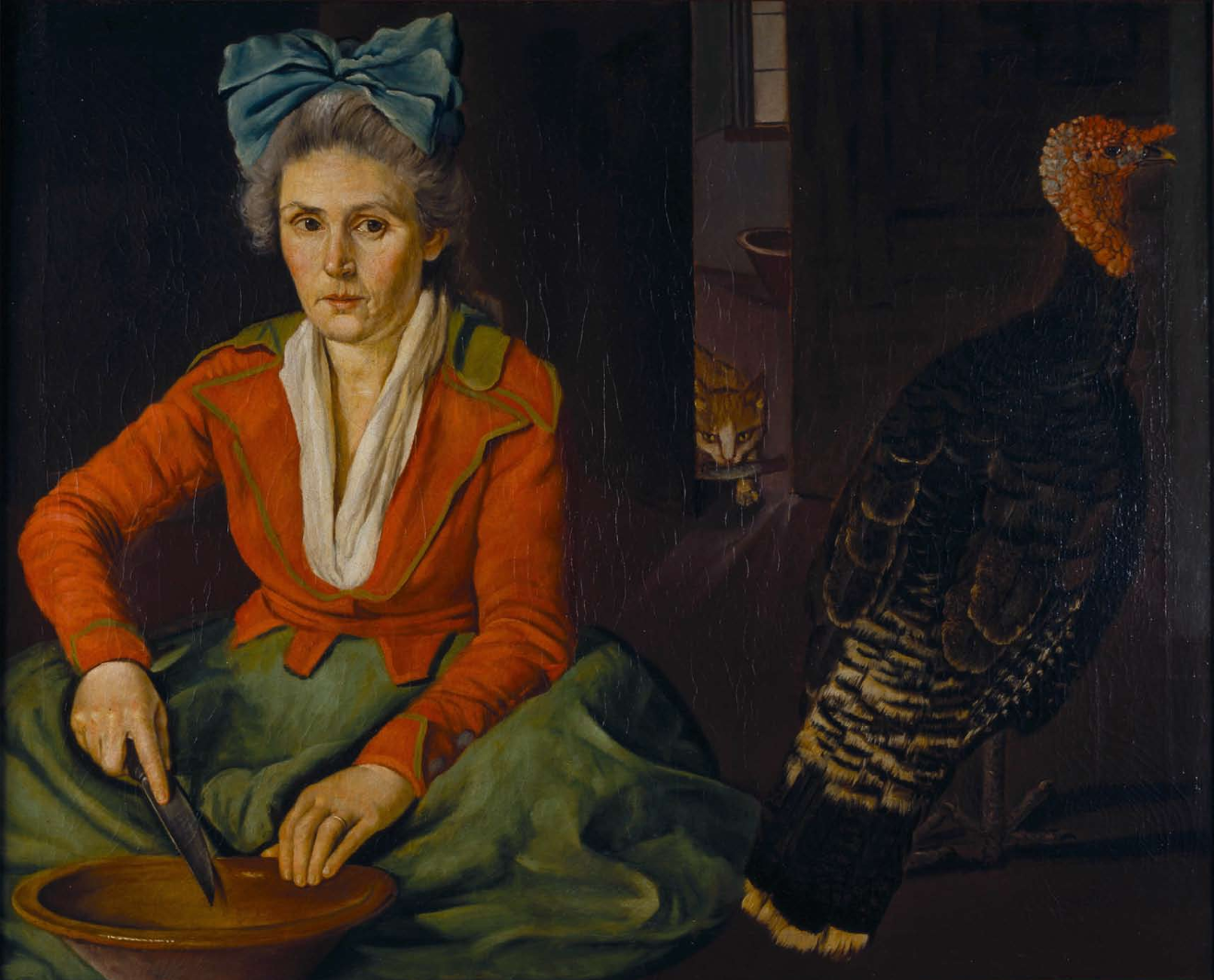
Morgado de Setúbal, Mulher e Perú, 1792 (Museu de Évora)

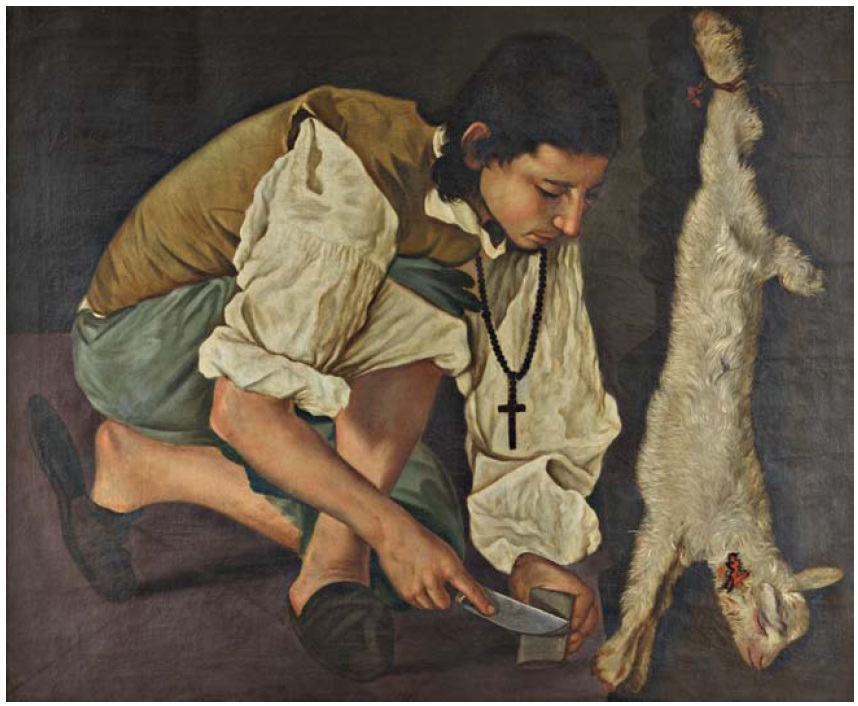
Morgado de Setúbal - Rapaz matando um cordeiro

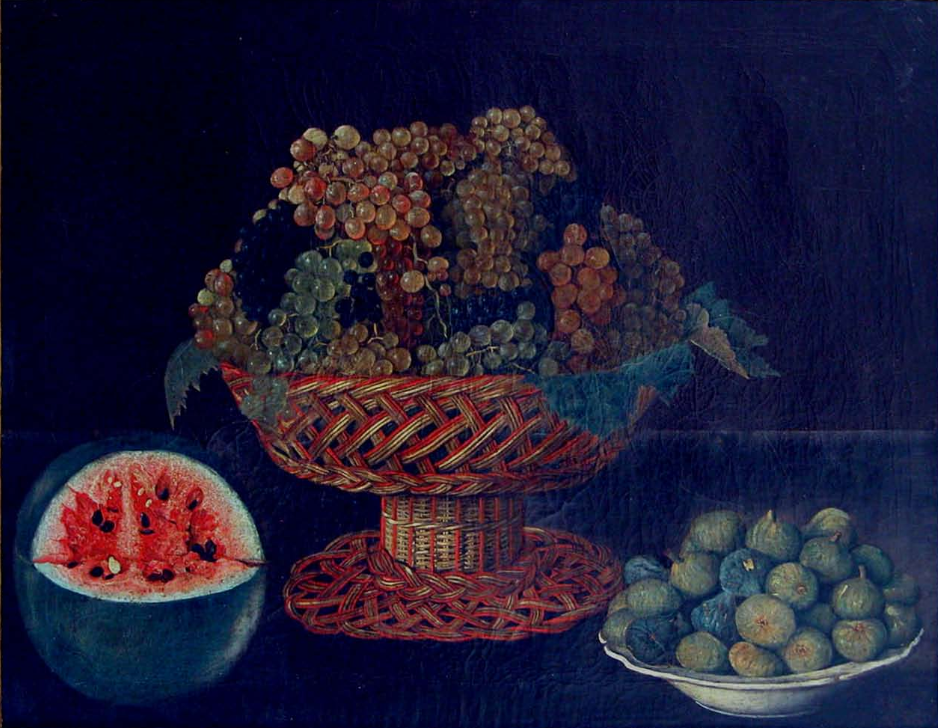
Morgado de Setúbal, Natureza Morta com Melancia, Uvas, e Figos, c. 1785 (Museu de Évora)

São em grande número os quadros de países, frutos, aves e animais que acreditam o seu merecimento. Fazem parte do espólio do Museu Carlos Machado, em Ponta Delgada (Açores), 24 telas atribuídas ao Morgado de Setúbal (1752-1809), que pertenceram à antiga coleção da Condessa de Cuba. O Museu de Évora tem no seu catálogo 15 pinturas dadas à sua produção, datadas das décadas de 1780 e 1790 e, à exceção de duas delas, todas pertencentes à coleção do Frei Manuel do Cenáculo.
O nome do Morgado de Setúbal consta na toponímia sadina, em rua da freguesia de S. Sebastião. No entanto, a cidade prestou-lhe já outra homenagem, colocando lápide evocativa na casa em que viveu e faleceu. Porém, entrado o edifício em ruína e definitivamente demolido, a evocação pública desapareceu também. A imagem do Morgado foi reabilitada para Setúbal em 1957 pelo pintor Luciano dos Santos, que o integrou no painel dos artistas do seu "Tríptico", desde essa data exposto no Salão Nobre da Câmara Municipal daquela cidade.